# روالد لارسن
روالد لارسن (بالنرويجية البوكمول: Roald Larsen)‏ هو متزلج سريع نرويجي، ولد في 1 فبراير 1898 في كريستيانية في النرويج، وتوفي بنفس المكان في 28 يوليو 1959.

## وصلات خارجية
- روالد لارسن على موقع SpeedSkatingBase.eu (الإنجليزية)
- روالد لارسن على موقع SpeedSkatingNews.info (الإنجليزية)
- روالد لارسن على موقع SpeedSkatingStats.com (الإنجليزية)
- روالد لارسن على موقع اللجنة الأولمبية الدولية (الإنجليزية)
- روالد لارسن على موقع أوليمبيديا (الإنجليزية)